# Байелса
Байелса е щат във Нигерия с площ 10 773 км2 и население 2 097 241 души (2007). Административен център е град Йенагоа.

## Население
Населението на щата през 2007 година е 2 097 241 души, докато през 1991 година е било 1 121 693 души.